# Jiří Junek
Jiří Junek (* 25. listopadu 1973 Pardubice) je český politik, ředitel muzea ve Vysokém Mýtě, v letech 2013 až 2017 poslanec Poslanecké sněmovny PČR, v letech 2006 až 2018 a opět od roku 2022 zastupitel města Vysoké Mýto, v letech 2017 až 2022 člen a místopředseda Rady ÚSTR, nestraník za KDU-ČSL.

## Život
Vystudoval obor učitelství pro druhý stupeň základních škol (aprobace dějepis – občanská nauka) na Univerzitě Hradec Králové (promoval v roce 2001). Pracuje jako ředitel Regionálního muzea ve Vysokém Mýtě.

## Politické působení
V komunálních volbách v roce 2006 úspěšně kandidoval jako nestraník za KDU-ČSL do Zastupitelstva města Vysoké Mýto a stal se tak zastupitelem. Mandát obhájil v komunálních volbách v roce 2010. V letech 2006 až 2010 navíc působil jako radní města. Ve volbách v roce 2014 mandát zastupitele města Vysoké Mýto opět obhájil. Ve volbách v roce 2018 již nekandidoval. Do zastupitelstva byl znovu zvolen ve volbách v roce 2022, a to jako nestraník za KDU-ČSL v rámci kandidátky koalice SPOLU (ODS, KDU-ČSL, TOP 09).
Do vyšší politiky se pokoušel neúspěšně vstoupit, když v krajských volbách v roce 2008 kandidoval v Pardubickém kraji za Koalici pro Pardubický kraj (na kandidátce měl ale 37. místo). Ve volbách do Poslanecké sněmovny PČR v roce 2013 kandidoval v Pardubickém kraji jako lídr KDU-ČSL a byl zvolen poslancem. Ve volbách do Poslanecké sněmovny PČR v roce 2017 již nekandidoval.
V prosinci 2017 byl zvolen členem Rady Ústavu pro studium totalitních režimů, v témže měsíci se stal též místopředsedou rady. Funkce člena a místopředsedy Rady ÚSTR vykonával do prosince 2022.